# Wilhelm Rüstow
Friedrich Wilhelm Rüstow (Brandenburg an der Havel, 25 de maio de 1821 — Zurique, 14 de agosto de 1878) foi um revolucionário, escritor e historiador militar prussiano. Ele obteve emprego no serviço militar da República, e em 1857 foi major no corpo de engenharia. Três anos mais tarde, ele acompanhou Giuseppe Garibaldi na famosa expedição contra as duas Sicílias como coronel e chefe de equipe, a que lhe deve ser atribuída as vitórias de Capua (19 de Setembro de 1860) e Volturno (1 de Outubro de 1860). Ao final da campanha ele mais uma vez se estabeleceu em Zurique.

## Seleção de obras
- Heerwesen und Kriegführung Julius Casars (Gota, 1855; 2ª ed., Nordhausen, 1862)
- Kommentar zu Napoleon III's Geschichte Julius Cäsars (Stuttgart, 1865-67)
- Geschichte des griechischen Kriegswesens (em colaboração com Hermann August Theodor Köchly, Aarau, 1852)
- Militar. Biographen (David, Xenofonte, Montluc) (Zurique, 1858)
- Geschichte der Infanterie (Gota, 1857-58; 3ª ed., 1884)
- Die Ersten Feldzuge Napoleons 1796-1797 (Zurique, 1867)
- Der Krieg von 1805 in Deutschland und Italien (Frauenfeld, 1854)
- Geschichte des Ungarischen Irisurrektionkrieges 1848-49 (Zurique, 1860)
- Allgemeine Taktik (Zurique, 1858; 2ª ed., 1868)
- Kriegspolitik und Kriegsgebrauch (Zurique, 1876)
- Militar-Handworterbuch (Zurique, 1859)
- Die Feldherrenkunst des 19. Jahrhunderts (Zurique, 1857; 3rd ed., 1878-79)
- Der Krieg und seine Mittel (Leipzig, 1856).
- Annalen des Königreichs Italien (Zurique, 1862-63)